# Leopold Vermeiren
Leopold Vermeiren (Deurne, 7 april 1914 - Mortsel, 14 december 2005) was een van de grootste jeugdschrijvers van Vlaanderen en vooral bekend als auteur van de De Rode Ridder-boeken.
Vermeiren behaalde het diploma van onderwijzer. Na het beëindigen van zijn studies aan het Hoger Instituut voor Opvoedkunde te Antwerpen werd hij onderwijzer aan de oefenschool van de normaalschool, de school waar opleidingen tot leraar gegeven worden. Van 1949 tot 1973 was hij rijksinspecteur voor het basisonderwijs.
Zijn eerste roman, Orolf, de roofridder, schreef hij al op zestienjarige leeftijd. In zijn beginperiode schreef hij hoofdzakelijk voor volwassenen, maar na de Tweede Wereldoorlog vanwege het enthousiasme van de jeugd voor zijn boeken, voornamelijk voor die laatste leeftijdsgroep.
In het begin schreef Leopold verhaaltjes voor jeugdblad De Kleine Zondagsvriend, geïllustreerd door Paul Ausloos en Trouw het jongensblad van de Chirojeugd, waar hij voordien ook lid van was in de Deurnese groep Jongensbond Sint-Rochus. Even later begon hij deze verhalen gebundeld uit te geven. Hij heeft 64 verhalen geschreven over Johan, De Rode Ridder, waarvan tot op heden één miljoen exemplaren zijn verkocht.
Via Karel Verschuere, die ook enkele boeken illustreerde, kwam Leopold in contact met Willy Vandersteen, die besloot een stripreeks over dezelfde ridder te maken. In 1959 verscheen van de hand van Willy Vandersteen de eerste De Rode Ridder-strip. Vermeiren heeft zich nooit zelf met de strips beziggehouden, maar werd soms als cameo opgevoerd door Karel Biddeloo.
Vermeiren schreef ook een tijd de scenario's van de stripreeks Jommeke.
Enkele van zijn werken verschenen zelfs in het Esperanto: drie verhalen voor kinderen (De gouden vlinder, Pum, de vliegende kabouter en één Rode-Ridder-verhaal) en vier verhalenbundels voor volwassenen. De verhalen voor kinderen werden uit het Esperanto in het Hongaars vertaald en in deze taal uitgegeven. Hij werkte ook mee aan "Zonneland", "Zonnestraal" en "Zonnekind", weekbladen voor kinderen van diverse leeftijdscategorieën uitgegeven in Uitgeverij Averbode.
Vermeiren overleed op 91-jarige leeftijd.
Zijn archief wordt bewaard in het Letterenhuis (vroegere AMVC) in Antwerpen.

## Bibliografie

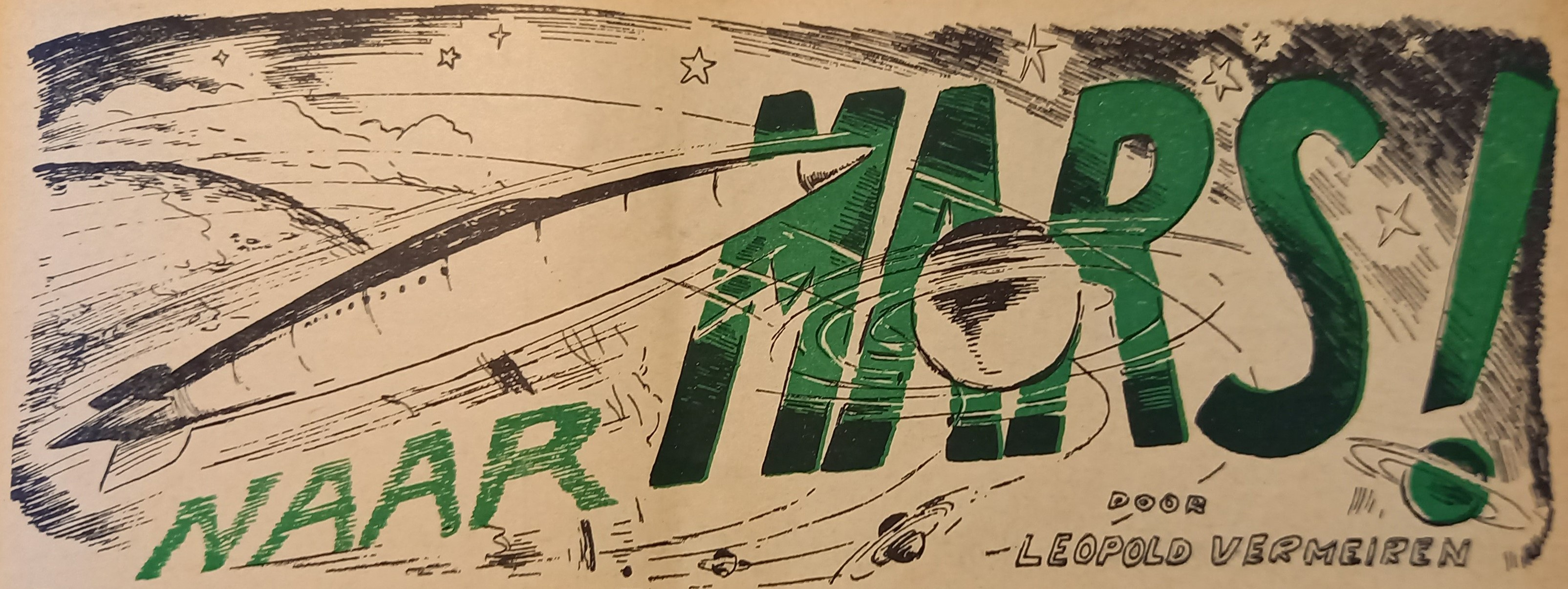
Uitgegeven als vervolgverhaal in Trouw (1947) nadien in boekvorm